# Leny Voellmy
Leny Voellmy (* 9. Februar 1913 in Wattwil; † 12. Januar 1984 in Bern; heimatberechtigt in Basel und Ormalingen) war eine Schweizer Beamtin und Präsidentin des Internationalen Verbands für Hauswirtschaft.

## Leben und Wirken
Leny Voellmy war die Tochter des Reallehrers Samuel Voellmy und der Maria geborene Graf. Sie besuchte die Primarschule in Wattwil, die Realschule und das Gymnasium in Basel. Von 1933 bis 1936 absolvierte sie eine Ausbildung zur diplomierten Koch- und Haushaltungslehrerin in Basel. Sie blieb unverheiratet.
Voellmy unterrichtete für Hauswirtschaft und Kochen unter an der Sekundarschule sowie der Mädchenrealschule Basel. Sie leitete die reformierte Heimstätte und Haushaltungsschule Gwatt. Am kantonalen Lehrerinnenseminar Basel-Stadt war sie als Ausbildnerin tätig. Voellmy arbeitete von 1956 bis 1976 beim Bundesamt für Industrie, Gewerbe und Arbeit (BIGA), zunächst als Inspektorin, ab 1968 als Adjunktin und zuletzt zwei Jahre als Sektionschefin der Abteilung Hauswirtschaft.
Von 1963 bis 1972 wirkte Voellmy als Präsidentin des Internationalen Verbands für Hauswirtschaft. Sie war 1975–1976 Präsidentin des Zontaclubs Bern. Der Schweizerische Verein der Gewerbe- und Hauswirtschaftslehrerinnen ernannte Voellmy zum Ehrenmitglied der Sektion Basel.

## Belege
1. 1 2 3  Regula Schär: Leny Voellmy. In: Historisches Lexikon der Schweiz.  23. Oktober 2012.
2. ↑  Archiv für Agrargeschichte: Voellmy, Leny (1913–1984) – DB3658 im AfA-Portal Personen und Institutionen.

| Personendaten    | Personendaten                              |
| ---------------- | ------------------------------------------ |
| NAME             | Voellmy, Leny                              |
| ALTERNATIVNAMEN  | Voellmy, Magdalena (Geburtsname)           |
| KURZBESCHREIBUNG | Schweizer Beamtin und Verbandsfunktionärin |
| GEBURTSDATUM     | 9. Februar 1913                            |
| GEBURTSORT       | Wattwil, Schweiz                           |
| STERBEDATUM      | 16. Dezember 1984                          |
| STERBEORT        | Bern, Schweiz                              |